# Aidan Mathews
Aidan Carl Mathews (Dublino, 1956) è uno scrittore, poeta e drammaturgo irlandese.

## Biografia
Nato nel 1956 a Dublino, vive e lavora nella Contea di Dublino.
Dopo aver studiato all'University College Dublin e al Trinity College, ha insegnato all'Università di Stanford dal 1981 al 1983 prima di far ritorno in Irlanda per lavorare come produttore radiofonico alla RTÉ Radio.
A partire dal suo esordio nel 1977 con le liriche di Windfalls, ha pubblicato altre tre raccolte di poesie, tre di racconti, 4 opere teatrali e un romanzo, Rossetto sull'ostia, premiato nel 1998 con il Premio Cavour.

## Opere principali

### Poesia
- Windfalls (1977)
- Minding Ruth (1983)
- According to the Small Hours (1998)
- Strictly no poetry (2018)

### Teatro
- Antigone (1984)
- The Diamond Body (1985)
- Entrance, Exit (1988)
- Communion (2003)

### Racconti
- Adventures in a Bathyscope (1988)
- Rossetto sull'ostia[4] (Lipstick on the Host , 1992), Torino, Bollati Boringhieri, 1994 traduzione di Marina Premoli ISBN 88-339-0860-7.
- Charlie Chaplin's Wishbone and Other Stories (2015)

### Romanzi
- Muesli at Midnight (1990)

## Alcuni riconoscimenti
- Patrick Kavanagh Poetry Award: 1976
- Premio Grinzane Cavour per la narrativa straniera: 1995 per Rossetto sull'ostia